# L'acqua del lago non è mai dolce
L'acqua del lago non è mai dolce è il terzo romanzo di Giulia Caminito, pubblicato nel 2021. Il libro è entrato tra i cinque finalisti al Premio Strega 2021; ha vinto il Premio Strega Off e il Supercampiello.
Il romanzo è stato proposto al Premio Strega da Giuseppe Montesano.

## Trama
La narrazione è in prima persona. Parla Gaia.
A Roma, nell'estrema periferia, la famiglia di Antonia Colombo vive in condizioni di indigenza e sovraffollamento: l'alloggio è in un seminterrato di venti metri quadrati, i bambini possono giocare solo perché Antonia ha ripulito una minuscola piazzuola davanti alla casa. Siamo nei primi anni '90. Mariano e Gaia condividono i loro giochi, ma non hanno compagni. Tutto attorno a loro è desolazione e sporcizia. La madre lotta strenuamente per un alloggio popolare e non esita a mettersi nei guai, facendo piazzate all'assessore che si dovrebbe occupare di sistemare la famigliola, composta anche da un giovane padre invalido e due gemelli neonati.
La casa arriva, sotto la formula dell'assegnazione in custodia, in un quartiere molto elegante e caro per le scarse risorse del gruppo familiare. Inoltre, gli abitanti della residenza si lamentano della povera famiglia, e riescono anche a impedire a una bimba in sedia a rotelle di starsene nel giardino a prendere il sole. È allora che Antonia dà vita a una protesta vigorosa, esponendo sé e i figli a petto nudo ogni pomeriggio contro il muro d'ingresso, finché la piccola disabile ritorna a respirare l'aria del giardino. Ma per la famiglia le cose sono difficili, a prescindere da questa vittoria, e un certo giorno la madre compie uno scambio, non legale, cedendo la casa a una certa Mirella e trasferendo tutti ad Anguillara Sabazia sul lago di Bracciano.
La crescita di Gaia avviene in questo ambiente, ma, a causa delle ambizioni materne, sin dalla scuola media la ragazzina deve intraprendere quotidianamente lunghi viaggi in treno e tram per frequentare una scuola di Roma, scuola d'élite. Vari altri ragazzi del luogo fanno lo stesso e si creano i primi legami, in particolare con Agata e Carlotta, due coetanee che sono in una classe parallela. Avendo ereditato i rossi capelli della mamma, Gaia è considerata un piccolo spettro: magra, lentigginosa, con orecchie enormi, ed è presa continuamente in giro, soprattutto da un compagno di nome Alessandro.
Eppure Gaia ha alcune caratteristiche che la rendono temuta: la tenacia nello studio e l'abilità di mirare e colpire. In una serata alle giostre ha vinto al tiro a segno il premio più ambito, un enorme orso rosa e, quando la madre tenta di imporle di restituirlo, si ribella. Così, dopo che Alessandro le ha tagliato le corde della racchetta da tennis (richiesta dalla scuola per le attività ginniche), lei non esita a colpirlo al ginocchio, fino a farlo cadere. Il ragazzo, forse per vergogna, non ammette mai la responsabilità di Gaia, per quanto sia evidente, e si rassegna a tornare in classe con le stampelle. E Gaia, dal canto suo, comincia a riflettere sui valori che la madre ha tentato di trasmetterle sul comportamento corretto e su bontà e cattiveria. Forse non è il comportarsi secondo le regole che premia e ti mette tra i buoni, pensa la protagonista.
Le cose non migliorano al liceo classico. Il dettame materno è di studiare, sempre studiare, al fine di sfuggire alla condizione di deprivazione per mezzo di una carriera. Gaia studia, ma trova sempre chi la vorrebbe affondare: un fidanzatino di nome Luciano, un bullo di nome Samuele, un'insegnante che coltiva pregiudizi sulle possibilità di studio della fanciulla. Le amiche, Agata e Carlotta, sono sempre presenti, ma Carlotta prende una strada assai pericolosa, contattando su siti proibiti uomini con i quali scambiare foto audaci. Nel paese si allargano le amicizie, a compensare il fatto che il fratello Mariano è stato mandato a vivere a Ostia dalla nonna, per conflitti con la madre. Si aggiungono maschi e femmine, in particolare Cristiano, ragazzo molto rozzo e da evitare, ma buon complice della Gaia più violenta e vendicativa, e Iris, una coetanea che vede in Gaia non poche virtù.
È così che, a torto, Gaia risponde con azioni criminali, come istradare la banda di Cristiano a rubare in casa di Luciano, che l'ha voluta piantare, dopo averla tenuta come un oggetto. Anche Carlotta, morta suicida dopo un ennesimo contatto sbagliato su internet, viene spazzata da Gaia che nemmeno la vuol sentire nominare. I diciotto anni di Gaia sono festeggiati contro la sua volontà. Nonostante l'amore che gli altri tentano di dimostrarle, lei si risente perché è convinta che non sapessero cosa le avrebbe fatto piacere. Entrata all'università, conosce una ragazza di nome Elena che, fingendo amicizia, le sottrae il ragazzo, Andrea. Seguono altre violenze vendicative e ormai Gaia è divenuta una macchina per studio, da non avvicinare. Si guastano i rapporti persino con la povera Iris, per stanchezza, per incuria, per non sapere cosa desiderare per sé, tanto le è costato arrivare a quell'età.
Laureatasi in filosofia e trascurati gli esami utili per l'insegnamento, Gaia dimostra alla madre quanto fosse fallace ciò che Antonia le aveva prospettato: niente carriera, niente lavoro. Diviene una persona a carico, estranea a tutto, incapace di impiegarsi. In questo clima, la raggiunge la notizia che Iris è morta. Lei sapeva di una malattia, si era accorta di essere tenuta a distanza, ma il male lo aveva fatto molto tempo prima, estromettendo l'amica e, al momento di recuperare, non rendendosi conto di quanto vani fossero i suoi sforzi, né perché.
Proprio in questo luttuoso periodo, ritorna in ballo la faccenda della casa a Roma: la signora Mirella si è comportata in modo scorretto, affittando ad altri che poi non hanno pagato le spese condominiali. Antonia decide di riportare la famiglia a Roma e lo fa con l'aiuto del figlio Mariano, che da tempo ha preso la via dell'attivismo politico nei centri sociali. L'intervento del figlio allontanato ha qualcosa di miracoloso: la porta è sfondata, la casa è stata vandalizzata, ma Mariano e amici si prodigano per sistemare padre, madre, sorella e giovani fratelli. Si riparano i danni, si fa la ronda per difendere l'alloggio dallo sgombero. Gaia ha abbandonato quasi tutto ad Anguillara, compreso l'enorme orso: ora viene spedita a fare le pulizie, pur di guadagnare qualcosa e con questo sfoga la sua perenne rabbia.
Ma c'è ancora un treno da prendere, una strada da percorrere, un semaforo da superare. C'è una mèta da raggiungere: è il lago dove Gaia ha passato tanto tempo con amici, soprattutto Iris. E portando Iris dentro di sé, lei percorre tutta quella strada e, dopo aver gridato una formula del loro comune linguaggio, si getta tra i flutti.

## Personaggi
- Gaia, protagonista del libro e io narrante. È nata tra il 1987 e il 1988. Il suo nome è citato una sola volta[5] e di solito è definita come la figlia di Antonia la Rossa.
- Antonia Colombo detta la Rossa, madre di Gaia e dei suoi fratelli e moglie di Massimo. Personaggio sanguigno, sempre pronta a lottare, a scontrarsi, proviene da una famiglia molto povera e, per tirare avanti, deve lavorare da mattina a sera, in casa e fuori.
- Mariano, primo figlio di Antonia, avuto da un uomo poi condannato per omicidio. È stato adottato dal marito di Antonia. Ha quattro anni più di Gaia ed è il fratello con cui la ragazzina ha condiviso di più, il più amato.
- Massimo, marito di Antonia e padre dei suoi figli. Ha avuto un incidente mentre faceva il muratore fuori regola e si è trovato su una sedia a rotelle, senza risarcimenti e assicurazione sul lavoro.
- Michael e Roberto, fratelli gemelli ultimi nati da Antonia e Massimo. In genere fanno tutto ciò che la madre dice.
- Alessandro, compagno di classe di Gaia alla scuola media. Attua un sistematico bullismo su di lei, che alla fine gli infligge un'atroce vendetta.
- Andrea, amico di Gaia e poi suo fidanzatino.
- Cristiano Scherani, altro amico di Gaia, considerato giustamente poco raccomandabile.
- Luciano, ricco compagno di Gaia al liceo, ne diventa il ragazzo, ma la tiene al di fuori della sua vita personale. Anche verso di lui scatterà una vendetta feroce: un furto nei suoi confronti
- Samuele, compagno di liceo di Gaia e maggiore di due anni per bocciature; fa il bullo con la compagna, ma viene rintuzzato a dovere.
- Agata, compagna di classe di Gaia, prima alle medie e poi al liceo. Ragazza leale e pulita, è sinceramente amica della protagonista.
- Carlotta, amica di Gaia. Frequenta altre classi o altre scuole e considera Gaia come un'appendice della sua amicizia con Agata. Si toglie la vita dopo vicende molto torbide, ma Gaia non viene a patti con questo lutto.
- Marta, altra coetanea e compagna di Gaia, la introduce in un gruppetto di amici, di cui fa parte anche Iris.
- Iris, la migliore amica di Gaia, la più affezionata. Eppure Gaia, abituata a voltafaccia e tradimenti vari, capisce solo alla fine che Iris era un tesoro prezioso, da non perdere.
- Elena Corsi, conosce Gaia al tempo dell'università e le soffia il fidanzatino Andrea.
- Mirella Boretti, donna che ha raggirato Antonia proponendole uno scambio di casa. La famiglia aveva ricevuto, con la formula di assegnazione in custodia, un appartamento in una zona troppo costosa e quindi Antonia aveva accettato di trasferirsi in un alloggio popolare ad Anguillara Sabazia, cedendo alla Boretti l'alloggio romano, che poi è stato trattato come un bene personale, mettendo nei guai chi legalmente ne era responsabile (Antonia).

## Edizioni
- Giulia Caminito, L'acqua del lago non è mai dolce, Romanzo Bompiani, Firenze-Milano 2021 ISBN 978-88-301-0324-5